# MODOK
George Tarleton, alias M.O.D.O.K. est un personnage de fiction, un super-vilain évoluant dans l'univers de la maison d'édition Marvel Comics. Il est apparu pour la première fois dans le comic book Tales of Suspense #94 en 1967.

## Biographie du personnage
George Tarleton était un simple technicien de l'AIM. Les scientifiques de l'organisation criminelle voulurent créer un être puissant pour analyser et sonder le Cube cosmique, et Talerton fut candidat. Il devint alors MODOC (Mental Organism Designed Only for Computing). Le cobaye, à l'intelligence surdéveloppée, fit preuve d'une tout aussi grande ambition.
Il manipula ses équipiers et changea son nom de code en MODOK (Mental Organism Designed Only for Killing), car il aimait tuer. À sa première apparition, il affronta Captain America. Puis il combattit le Docteur Fatalis et enfin Namor qui l'écrasa. Au cours de sa carrière, MODOK et ses agents de l'A.I.M. furent souvent opposés aux Vengeurs.
L'A.I.M. déchanta rapidement du règne tyrannique de MODOK, trop fixé sur ses ennemis super-héros pour s'investir pleinement dans la recherche scientifique, son domaine. L'organisation, stagnante engagea la Société du serpent pour éliminer le génie. MODOK fut assassiné par Aspic dans un centre commercial du New Jersey. Le corps de MODOK fut récupéré par l'A.I.M. qui l'utilisa comme un super-ordinateur, mais il fut détruit par Iron Man. 

### Miss MODOK et MODAM
Katherine Waynesboro, une associée de Bruce Banner, fut brièvement transformée en Miss MODOK, avant la mort de ce dernier. Elle s'allia avec lui et était à deux doigts de l'épouser avant qu'il ne planifie d'éliminer l'Abomination, qu'elle aimait aussi. Elle se raisonna sur leur relation et retrouva sa forme humaine.
Plus tard, une autre femme fut transformée en être semblable à MODOK. On pense qu'il s'agissait de la première femme d'Henry Pym, Maria Troyvana. Pym s'occupa d'elle mais l'abandonna quand il découvrit qu'elle était une espionne à la solde de l'AIM. L'organisation la reprit sous son aile et la muta encore. Elle devint SODAM (Specialized Organism Designed for Aggressive Manoeuvers) qu'elle changea plus tard en MODAM (M pour Mental).

### Le retour de MODOK
L'AIM utilisa par la suite le Cube Cosmique pour faire revivre Tarleton. Mais il disparut dans une faille de la réalité ouverte par l'énergie du Cube.
Dans une autre dimension, MODOK fut secouru par hasard par les Headmen qui le forcèrent à contrôler Orrgo pour leurs propres plans. MODOK revint donc sur terre et affronta les Défenseurs et continua sa carrière de cerveau criminel. Il fut plusieurs fois vaincu par ses vieux ennemis Captain America et Iron Man.
Quelques années plus tard, il fut attaqué par Deadpool à la recherche d'un échantillon de Phalanx, puis battu par Squirrel Girl quand il tenta de s'emparer d'un vieux laboratoire de Maelstrom.

## Pouvoirs et capacités
- Modok a été altéré par mutation artificielle, pour en faire un génie. Hypercéphale, il est désormais capable de comprendre tout sujet d'étude, et d'élaborer des scénarios tactiques et stratégiques, grâce à d'impressionnants calculs de probabilité, comme le ferait un super-ordinateur.
- C'est un expert en ingénierie, en technologie et il possède de parfaites connaissances dans de nombreuses sciences.
- La taille de son cerveau a développé ses pouvoirs mentaux comme la télépathie (de niveau très modéré), le contrôle mental de  masse ou la génération d'un rayon psychique destructeur. Un casque hi-tech l'aide à se concentrer et à utiliser au mieux sa puissance psychique. On l'a déjà vu générer des champs de force ou se protéger de la chaleur. La portée maximale de ses pouvoirs mentaux est de 8 km.
- À cause de la taille de sa tête, plus grosse que son corps qui s'est atrophié avec les années, MODOK n'est pas mobile. Il se déplace sur une plateforme volante équipée d'ordinateurs et de lasers offensifs. La plateforme, lévitant au-dessus du sol par magnétisme, est aussi équipée de bras télescopiques en acier qui peuvent servir d'armes au corps-à-corps.
- Véritable génie créatif, MODOK a fabriqué à travers sa carrière divers appareils, robots ou véhicules.
- Il a à sa disposition de vastes ressources technologiques cachées à travers le monde et a le soutien de l'AIM.

## Œuvres où le personnage apparaît

### Films
MODOK apparait dans le film Ant-Man et la Guêpe: Quantumania, réalisé par Peyton Reed et sorti en 2023. Dans cette version, son identité civile est Darren Cross avant d'être envoyé dans le royaume quantique par Scott Lang, où il a été sauvé par Kang le conquérant, mais désormais déformé, il maintient ses transformations par une armure. Il est interprété par Corey Stoll, qui reprend le rôle de Cross qu'il tenait dans le film Ant-Man de 2015. 

### Série d'animation
Le personnage est le principal protagoniste de la série d'animation en volume M.O.D.O.K.  diffusée sur Hulu depuis le 21 mai 2021 et dans laquelle il est interprété par Patton Oswalt qui est également co-créateur de la série avec Jordan Blum.
Il apparaît également dans quelques épisodes de la série Iron Man dans laquelle il est en réalité une intelligence artificielle qui affronte le héros à plusieurs reprises.

### Jeu vidéo
MODOK est le principal antagoniste du jeu vidéo Marvel's Avengers édité par Square Enix Europe développé par Crystal Dynamics et sorti le 4 septembre 2020 dans lequel il est interprété par Usman Ally .